# Allied Air
Allied Air ist eine nigerianische Frachtfluggesellschaft mit Sitz in Lagos und Basis auf dem Flughafen Lagos.

## Geschichte
Allied Air wurde 1998 gegründet. Um die Sicherheit und Servicequalität zu erhöhen, forderte die nigerianische Regierung von sämtlichen inländischen Fluggesellschaften unter Androhung des Entzugs der Startrechte eine Kapitalerhöhung zum 30. April 2007; Allied Air konnte diese Frist einhalten und den Flugbetrieb fortsetzen.

## Flugziele
Allied Air führt ausschließlich Frachtflüge in ganz Afrika sowie nach Europa und Fernost durch.

## Flotte
Mit Stand Juli 2024 besteht die Flotte der Allied Air aus vier Frachtflugzeugen mit einem Durchschnittsalter von 28,4 Jahren:

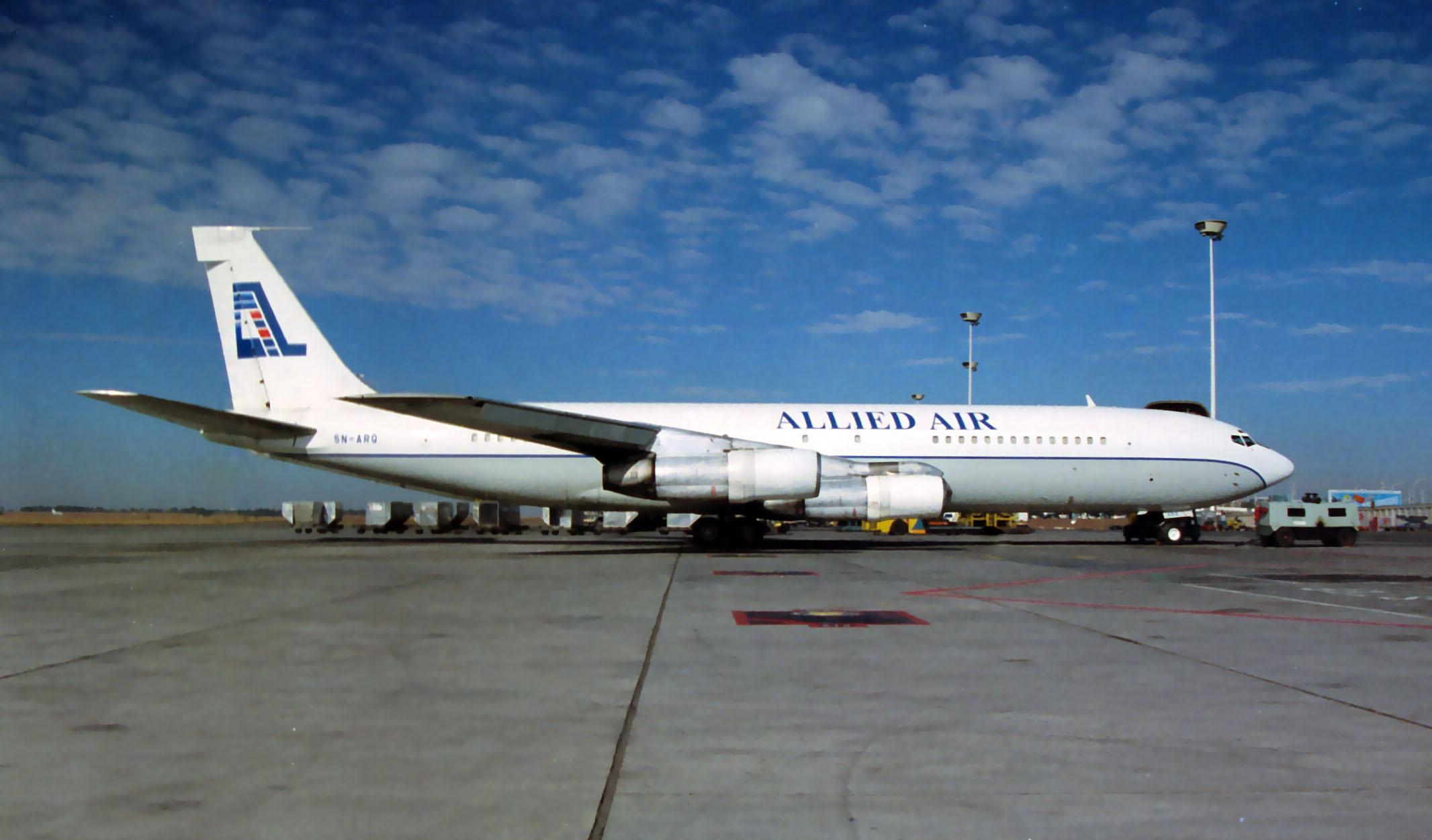
Boeing 707 der Allied Air

| Flugzeugtyp    | aktiv | bestellt | Anmerkungen | Durchschnittsalter |
| -------------- | ----- | -------- | ----------- | ------------------ |
| Boeing 737-400 | 3     |          |             | 32,4 Jahre         |
| Boeing 737-800 | 1     |          |             | 16,9 Jahre         |
| Gesamt         | 4     | –        |             | 28,4 Jahre         |

## Zwischenfälle
- Am 2. Juni 2012 schoss eine Boeing 727-200F der Allied Air auf dem Flughafen Accra über die Landebahn hinaus und kollidierte mit einem vollbesetzten Minibus. Hierbei kamen zehn Menschen ums Leben, die vierköpfige Flugbesatzung überlebte den Unfall (siehe auch DHL-Aviation-Africa-Flug 111).[4]